# رودولف موتا
رودولف موتا (انگلیسی: Rodolfo Motta; ۱۱ ژوئیهٔ ۱۹۴۴ – ۴ اوت ۲۰۱۴) بازیکن فوتبال اهل آرژانتین بود.